# 台中市公車259路
台中市公車259路已停駛，停駛前自東勢到和平，主要行駛於豐勢路與東關路。

## 歷史
- 2011年1月1日：移撥為臺中市公車，原為公路客運6573〈東勢－和平〉。
- 2014年7月1日：配合路線整聘需求停駛。（替代路線→90路、153路、153副、207路、266路、267路）

## 路線基本資料
往和平31站，往東勢31站。
往和平自東勢站起，沿豐勢路、東關路行駛到和平。

### 停駛前時刻表（例假日停駛）
- 東勢：06:15、15:00
- 和平：14:30、18:30

### 收費
依里程計費；刷卡八公里免費

### 停站
參見右側站牌路線圖。